# آنس جيليتس
آنس جيليتس هي مدينة من مدن هايتي. يبلغ عدد سكانها 52,662 نسمة وذلك حسب إحصائيات سنة 2003. يبلغ ارتفاع المدينة عن سطح البحر قرابة 16 متر. تبلغ مساحتها 377.0 كم².